# Semillac
Semillac là một xã trong tỉnh tổng Mirambeau trong tỉnh Charente-Maritime trong vùng Nouvelle-Aquitaine, tây nam nước Pháp. Xã Semillac nằm ở khu vực có độ cao từ 48-89 mét trên mực nước biển.

## Lịch sử biến động dân số
| Năm  | Dân số | Mật độ | Phần trăm của tổng |
| ---- | ------ | ------ | ------------------ |
| 1962 | 40     | -      | -                  |
| 1968 | 54     | -      | -                  |
| 1975 | 45     | -      | -                  |
| 1982 | 63     | -      | -                  |
| 1990 | 53     | -      | -                  |
| 1999 | 52     | 21/km² | 0.72%              |